# Concepto Bobath
El Concepto Bobath es un enfoque orientado a la solución de problemas para la evaluación y tratamiento de las personas con trastornos de la función, el movimiento y el control postural, debido a una lesión del sistema nervioso central. Debe su nombre a sus creadores, la fisioterapeuta Berta Bobath y su marido, el neurólogo Karel Bobath.

## Historia
Berta Busse nació en Berlín en 1907. Inicialmente estudió en la escuela de gimnasia y danza “Anna Hermann”, y una vez finalizada su formación permaneció en esta escuela como instructora hasta el año 1933.
Durante este período contrajo matrimonio, el cual duró aproximadamente un año.
En febrero de 1933 nació su hijo llamado Peter.
Karel Bobath nació en el mismo distrito de Berlín que Berta, y ambos se conocieron durante el período de adolescencia.
Karel Bobath se graduó como doctor en la Universidad de Berlín en 1932 y posteriormente en Checoslovaquia se graduó por segunda vez en Medicina en 1936. En el año 1939 emigró a Londres.
Posteriormente, y por motivos de la Segunda Guerra Mundial, Berta también emigra a Londres, donde se reencuentra con Karel Bobath y se casa en segundas nupcias en 1941.

En 1943, Berta es llamada para atender a un famoso pintor, Simon Ewes, con quien comienza a aplicar su forma diferente de manejar la espasticidad, enfoque que continuará luego desarrollando no solo para el tratamiento de personas adultas con hemiparesia, sino también en niños con secuela de parálisis cerebral.
Juntos, Berta desde el aspecto clínico y Karel desde la neurociencia disponible en esos tiempos, desarrollaron el Concepto Bobath para el tratamiento de niños y adultos con trastorno neuromotor. Ambos, desde su lugar de residencia como también viajando por distintas partes del mundo, enseñaron y entrenaron a diferentes profesionales en el Concepto, los cuales continuaron y continúan hoy en día con el desarrollo de este “Concepto Vivo”. 
Tan grande fue el impacto de su Concepto que motivó muchas formas de reconocimiento a través del mundo entero.
Así como juntos desarrollaron su vida tanto laboral como personal, juntos decidieron irse el 20 de enero de 1991.

## Descripción
El enfoque Bobath es una terapia especializada aplicada a tratar los desórdenes del movimiento y la postura derivados de lesiones neurológicas centrales.
Fue iniciado en Londres en la década del ‘50 por Berta y Karel Bobath, quienes estudiaron el neurodesarrollo normal, qué efecto producían las lesiones del Sistema Nervioso Central (SNC), y cómo ayudar a pacientes en estas situaciones. Su hipótesis se basó en trabajos de varios neurofisiólogos, entre ellos Sherrigton y Magnus, quienes producían lesiones en el SNC de animales y luego observaban los efectos resultantes. Estudiaron la unidad motora, base de la función motora (una neurona motora y el grupo de fibras musculares que inerva).
Se basa en la capacidad del cerebro para reorganizarse a partir de estímulos sensoriales periféricos, buscando que las partes sanas del cerebro puedan compensar las funciones que fueron realizadas previamente por las regiones dañadas del cerebro. El requisito previo para esto es, sin embargo, un soporte y un estímulo aplicado al paciente por parte del fisioterapeuta o del terapeuta ocupacional. El concepto ha alcanzado buenos éxitos en la rehabilitación, particularmente en el caso de los usuarios que sufren paresia en un lado del cuerpo (hemiparesia) después de un accidente vascular.
La persona afectada de una hemiparesia tiende a menudo a descuidar su lado paralizado, y por lo tanto sus limitaciones, para compensar con su lado menos afectado. Estos movimientos llevados a cabo con solo un lado del cuerpo, sin embargo, ayudan al paciente de una manera básica, puesto que el lado afectado no se da la capacidad de recibir y de trabajar con la nueva información. El cerebro por lo tanto no tiene la oportunidad de reestructurarse. Incluso, debido a los movimientos asimétricos, existe peligro de desarrollar espasmos dolorosos en la zona afectada.
El valor principal del Concepto Bobath es apoyar al lado afectado del cuerpo tanto como sea necesario para adaptar sus movimientos de manera acorde con el lado menos afectado del cuerpo. Es, en definitiva, un modo de equilibrar el cuerpo en cuanto a funcionalidad y movilidad.
Otra de las claves del concepto Bobath es la modificación de los patrones de movimiento anormales que resultan de la propia lesión y facilitar el movimiento para conseguirlo de la manera más funcional, siempre siguiendo los hitos obtenidos en el neurodesarrollo fisiológico humano.
No ofrece regímenes estrictos de tratamiento que deban ser seguidos al pie de la letra; otorga elementos para aplicar según necesidades y respuestas individuales. Es un abordaje que resuelve problemas involucrando el tratamiento y el manejo de pacientes con disfunción del movimiento.
Describe tanto los problemas de coordinación motora en relación con las reacciones posturales normales del mecanismo central de este, como las características del desarrollo motor normal. Se observa qué realizan los niños en las distintas etapas o hitos de maduración y cómo lo hacen. El desarrollo es considerado como una gran variedad de movimientos y la secuencias se superponen, enriqueciéndose unos a otros; se explica por qué los bebés hacen determinada actividad en determinado momento. Se llaman “reflejos primitivos” a los que son obligatorios (osteo-tendinosos, etc.); en cambio, los observados en niños pequeños, tales como el Moro, la prensión, etc., y que no son obligatorios, se los denomina “respuestas primarias, patrones motores primarios, temporarios o primitivos”, y se tiene en cuenta la variabilidad de las respuestas y su modificación a medida que el SNC madura, manteniéndose hasta los cuatro meses. Si estos patrones en masa o primitivos se mantienen más allá de los seis meses, hablamos de “patrones primitivos en apariencia”. Los patrones motores anormales o patológicos son los que no se observan en ninguna etapa del desarrollo normal.
El concepto de Terapia del Neurodesarrollo (TND) se basa en el reconocimiento de la importancia de dos factores:
a) Interferencia de la maduración normal del cerebro por una lesión que lleva al retardo o detención de algunas o todas las áreas del desarrollo.
b) Presencia de patrones anormales de postura y movimiento, por liberación de la actividad refleja postural anormal o a una interrupción del control normal de los reflejos posturales y de movimiento. Su principal objetivo es el control del tono postural, inhibiendo lo s patrones de la actividad refleja anormal al facilitar patrones motores más normales (que se obtienen como respuestas automáticas a manipulaciones específicas, logrando un control funcional más efectivo), y preparando para una mayor variedad de habilidades funcionales, que aumenta la capacidad de los niños para moverse y funcionar de la manera más normal posible.
Los esposos Bobath demostraron que se podía variar la calidad de posturas y movimientos, logrando actividades más finas y selectivas (como visión,
mecanismos respiratorios, alimentación y habla). Este manejo de TND se aplica en la vida diaria e incluye a la familia en actividades incorporadas a las tareas cotidianas y transformarlas en terapéuticas: cómo se da de comer, vestir, movilizar, posicionar; adecuación del mobiliario; etc.
Los padres son partícipes activos en las mismas, prolongándolas así durante las 24 horas del día, de donde surge el concepto de funcionalidad.

## Casos en los que está indicado el Concepto Bobath
Según la International Bobath Instructors Training (IBITA), el Concepto Bobath es una forma de resolución de problemas, para la valoración y el tratamiento de personas con un trastorno de función, movimiento y control postural debido a una lesión del SNC y puede ser aplicado a individuos de todas las edades y todos los grados de desorden físico o funcional.
La práctica actual está basada en el conocimiento actual del control motor, el aprendizaje motor, la plasticidad neuronal y muscular y la biomecánica. Asimismo, está basado en la experiencia clínica y tiene en cuenta las necesidades y expectativas de los pacientes. (Sackett 2000).
El objetivo del tratamiento (Bobath) es una optimización de todas las funciones a través de la mejora del control postural y de los movimientos selectivos a través de la facilitación de dichos movimientos, siempre orientado a las actividades de la vida diaria.
El tratamiento de los trastornos del movimiento de través de Concepto Bobath parte de un enfoque en el que se ve al individuo de forma global, teniendo en cuenta los siguientes aspectos:
- Análisis del movimiento normal
- Análisis de la desviación de movimiento normal
- Aplicación adaptada a cada paciente de Técnicas de tratamiento, como herramientas que permitan un reaprendizaje del movimiento normal
- Análisis del efecto de dichas técnicas para modificarlas a medida que el paciente va evolucionando..
A través de la observación y valoración del paciente se pueden conocer cuáles son las afecciones neurológicas de este (función, movimiento y tono), para luego planificar el tratamiento y marcar los objetivos. Asimismo, aparte de sus problemas motores, se tienen en cuenta las capacidades cognitivas, perceptivas y adaptativas del paciente. Esto es así porque este tipo de tratamiento enfatiza la mejora del movimiento y la función a través de la participación activa del paciente en el tratamiento. La mejor inhibición de los patrones anormales de movimiento serán las actividades de la vida diaria del paciente, por ello el Concepto Bobath se centra en un tratamiento que se adapte a cada paciente en particular y sea flexible para ir evolucionando según el paciente mejora.
El objetivo final del Concepto Bobath es dar al paciente la capacidad de integrarse en la sociedad de la forma más independiente posible.
De esta forma, el Concepto Bobath está indicado para un gran número de desórdenes del movimiento, producidos por un daño cerebral adquirido:
Hemiparesias: donde se trabaja para conseguir la readaptación a las actividades de la vida diaria, mejorando la calidad del movimiento y paliando la hipotonía y espasticidad. Se consiguen recuperar funcionales tales como volteos en la cama, transferencia a la posición de sentado y de pie, y funciones como la marcha y la utilización del brazo para la alimentación o la asistencia a ella.
Lesiones Medulares con el tratamiento se consiguen múltiples beneficios tales como mantener una posición de sentado independiente y a todas las alturas, la reducción de la espasticidad y el aumento del tono en áreas de hipotonía, la bipedestación asistida y en algunos casos la bipedestación independiente.
Parálisis Cerebral Infantil, se trabaja para la habilitación a la marcha y las mejoras en la calidad de la misma. Se mejoran aspectos de equilibrio en las diferentes funcionoes tales como puesta en bipedestación desde la posición de sentado.
Esclerosis Múltiple, se mejora la capacidad de esfuerzo, la calidad de la marcha y la postura, todo ello contribuyendo a la reducción o eliminación de dolores musculoesqueléticos.
Esclerosis Lateral Amiotrófica,
Ataxias recuperación de la sedestación independiente, mejoras en la calidad de la marcha y en algunos casos la misma de manera independiente, mejoras en la capacidad respiratoria y en la función alimenticia. 
Apraxias Motoras, 
Traumatismos Craneoencefálicos recuperación de sedestación independiente, puesta de pie y marcha.

## Los supuestos teóricos y la práctica clínica
Como hemos visto, el Concepto Bobath es un enfoque de rehabilitación de los adultos con patología del sistema nervioso central que se originó en el trabajo de Berta y Karel Bobath y ha evolucionado a lo largo de más de 60 años.
La justificación de la práctica actual se basa en parte en los conocimientos actuales del control motor, aprendizaje motor, la plasticidad neuronal y muscular, y la biomecánica. También se basa en la experiencia de expertos clínicos y toma en cuenta las necesidades y expectativas del cliente (paciente) (Sackett 2000).
El proceso de desarrollar un conjunto de argumentos que aclaren los actuales supuestos teóricos y la práctica clínica se inició en la 12 ª Asamblea General Anual de la IBITA en 1996.
Esta última revisión ha recibido información de varias fuentes, descritas al final del artículo.

### Principales Supuestos Teóricos

#### Vincular la participación, las actividades y las deficiencias subyacentes
Junto con la persona, su familia y los cuidadores que trabajan para identificar restricciones en la participación y analizar las actividades funcionales pertinentes que se necesitan para superar estas restricciones. Nuestras habilidades en el análisis de movimiento nos permiten identificar las alteraciones específicas subyacentes relacionadas tanto con la tarea dirigida por el movimiento y el control postural subyacente. Esto asegura que se establezcan metas a corto plazo relevantes y alcanzables, y que solo las deficiencias subyacentes se tratan con el fin de alcanzar la función deseada. Trabajando sobre las actividades funcionales adecuadas en situaciones de la vida diaria se asegura de que los factores contextuales se tengan en cuenta y nos permite medir resultados significativos. La importancia del uso específico de la funcionalidad y el tratamiento en situaciones de la vida cotidiana se destacó ya en 1977 (Bobath B, 1977).
Tanto el concepto Bobath como la Clasificación Internacional de la Funcionalidad, la Discapacidad y la Salud (WHO 2001) subrayan la totalidad del funcionamiento humano en todas las esferas de la vida. La discapacidad es considerada como el resultado de una compleja relación entre el estado de salud del individuo, los factores personales y los factores externos de las circunstancias ambientales en las que vive la persona. El concepto Bobath siempre ha hecho hincapié en el carácter individual de los problemas de cada persona y la necesidad de establecer objetivos e intervenciones que se determinen para el individuo en particular.

#### Organización de la conducta humana y el control motor
El comportamiento humano implica una interacción entre el individuo, el medio ambiente y la tarea (actividad o la función). Cuando se aprenden habilidades motoras, la persona se concentra en la tarea y no en los componentes de movimiento específico de la tarea (Woollacott y Shumway Cook-1990).porque esta
Un modelo de control del motor que es relevante para el concepto Bobath es la teoría de sistemas (Mulder y Hochstenbach 2001). Este se compone de tres principios básicos.
- La no-jerárquica, autoorganización del sistema basado en la multiplicidad sensorial de entrada.

- La interacción de los procesos motores con los procesos cognitivos y perceptivos.

- La interacción entre el contexto ambiental y el estado del organismo, que da forma a la salida o a la ejecución de la acción.

Mayston (1999) amplía estos principios en cinco aspectos que deben tenerse en cuenta en el control del movimiento.
- Aspectos motores - la postura y las tareas relacionadas con la actividad.

- Los aspectos sensoriales - la atención selectiva por el sistema nervioso central a los estímulos pertinentes.

- La Cognición - la motivación, el juicio, la planificación y resolución de problemas.

- Perceptual - espacial y visual entre figura-fondo.

- Biomecánica – neurales complementarias y aspectos de control biomecánico.

Massion (1994) presenta un modelo de control motor que abarca tanto el movimiento como el control postural. Este modelo hace hincapié en la importancia de la adaptabilidad y la flexibilidad de los sistemas posturales. La organización de los sistemas posturales requiere de la interacción entre las fuerzas externas (la gravedad), la mecánica y la cinética del cuerpo, las entradas multisensoriales, y la adaptación de las respuestas a los movimientos voluntarios.
Las funciones del sistema nervioso central a través de un sistema de procesamiento de distribución. Los diferentes componentes de una tarea se procesan en distintas áreas del sistema nervioso a través de sistemas en serie y en paralelo de las diferentes estructuras en los diferentes niveles. Sistemas paralelos que dan tanto el control postural y la tarea de movimiento dirigido. La unidad de organización y coordinación de la actividad del SNC es el conjunto neuronal. Las neuronas en conjunto pueden extenderse por muchos segmentos y trabajar juntos para producir un resultado funcional. La suma de las entradas excitadoras e inhibidoras para el conjunto determina la salida de las neuronas motoras relevantes.
La arquitectura muscular y el tipo de fibra, también determinan la respuesta motora a la entrada del sistema nervioso (Lieber y Friden 2000).
El Control postural es al mismo tiempo anticipatorio y asociativo, como resultado de estímulos y mecanismos de retroalimentación que están influenciados por el aprendizaje, la experiencia y los estímulos sensoriales (Horak 1991). El Control anticipatorio activa a los estabilizadores del tronco antes que a los movimientos de las extremidades (Hodges y Richardson 1997, Hodges et al 2000). Este tipo de actividad postural preparatoria apoya a los movimientos selectivos de las extremidades. La alineación postural de la persona que determina las estrategias de movimiento que será efectiva (Forssberg Hirschfeld y 1994, van der Fitz et al 1998). Durante el movimiento, el control postural de anticipación y asociativo está en marcha.
Aunque los mecanismos exactos de control postural son aún desconocidos, las últimas investigaciones en este modelo conceptual sugieren que una representación interna de los movimientos del cuerpo existe y que la propiocepción es el elemento esencial de esta representación (Mergner et al 2003, Maurer et al 2000, y Mergner Rosemeier de 1998, Wolpert et al 1995, Mergner et al 1993). Se ha demostrado que el tálamo tiene un papel en el mantenimiento de esta representación interna (Karnath et al 2000, Wolpert et al 1998). Mecanismos propioceptivos incluyen entradas somatosensoriales, visuales y vestibulares. Los mensajes somatosensoriales que dan el sentido de la posición provienen de los receptores tanto nivel distal (manos y pies) como proximal (cuello y tronco) (Kavounoudias et al 2001, van der Fitz et al 1998, Allum et al 1995, Forssberg y Hirschfeld, 1994). Los sistemas vestibular y visual proporcionan información acerca de la verticalidad y la posición en el espacio (Keshner et al 1988, Keshner y Peterson 1995 a y b).
Un comportamiento motor humano competente permite al individuo dirigir y combinar los movimientos de forma selectiva en la actividad funcional deseada en una amplia variedad de condiciones ambientales (Schmidt, 1992).

#### Las consecuencias de las lesiones y disfunción en la ejecución del movimiento
La disfunción neurofisiológica como resultado del daño en el sistema nervioso central es la principal causa de la alteración en el movimiento. Debido a la naturaleza interactiva del sistema nervioso, las neuronas, incluso distantes a la zona de la lesión pueden demostrar alteración de la función como resultado de la reducción de los inputs y la consiguiente reducción de sus árboles dendríticos (Nudo -, Steward 1989). La disfunción neurológica ocasiona déficit de control del motor, así como cambios en la sensibilidad y la percepción, también puede ir acompañada de cambios de comportamiento, emocionales y cognitivos. La alteración del control postural puede resultar en retraso en los ajustes posturales anticipatorios, la secuencia temporal se encontrara perturbada y se presentara una disminución de la amplitud de las respuestas posturales (Dickstein et al 2004, Slijper et al 2002, Horak et al 1984). Las alteraciones en el control motor se manifiestan como, debilidad, paresia, y fatiga neuro-musculares, (Landau y Sahrman 2002, Bohannon 1995, y van den Bourbonnais Noven 1989), pérdida de la destreza (Zackowski 2004), y patrones de activación muscular disinérgica (Bourbonnais et al 1989 ), incluyendo co-activación de los músculos agonistas y antagonistas (Chae 2002, Dewald y Beer 2001, Kamper y Rymer de 2001, Levin et al 2000, Gracies y cols 1997, Dewald et al 1995). Cambios en el propio músculo como el aumento de la rigidez, acortamiento y debilidad (Lieber et al 2004, Friden y Lieber 2003, Lieber et al 2003, Lieber y Friden 2002).
La debilidad muscular después del accidente cerebrovascular es identificada por diferentes causas (Andrews y Bohannon 2000)
- La falta de excitación en las vías descendentes responsable del movimiento voluntario. (Kamper y Rymer 2001, Newham y Hsiao 1999).

- Atrofia muscular y contractura de fibras. (Lieber et al 2004, Friden y Lieber 2003, Lieber et al 2002, Lieber y Friden 2002).

- Cambios en los patrones espaciales y temporales de activación muscular, lo que resulta en la producción de fuerza ineficaz. (Kautz y Brown 1998, Davies et al 1996).

- Pérdida de unidades motoras funcionales y cambios en las propiedades de las unidades motoras restantes.

Estas deficiencias subyacentes son el resultado de alteraciones de los patrones selectivos de movimiento necesario para la realización de la tarea especializada.
Considerando que el aumento del tono se reconoce como parte del síndrome de la neurona motora superior, ya no es considerada como la principal causa de la disfunción movimiento (Zackowski 2004, Ada et al 1988). La espasticidad se define como el control sensorial desordenado, como consecuencia de una lesión de la neurona motora superior, se presenta como la contracción involuntaria intermitente o sostenida de los músculos (Burridge et al 2005). El aumento del tono tiene elementos neuronales y no neuronales. Los elementos neurales de tono incluyen la incapacidad para modular la actividad de los reflejos en el rango de contracción y la incapacidad para reducir los niveles hasta el reposo de la actividad (Burne et al 2005, Thilman et al 1991). Los elementos no-neurales implican cambios en las propiedades intrínsecas, mecánicas y pasivas de los músculos. Estos cambios se producen tanto en la célula muscular como en la matriz extracelular (Lieber et al 2004, Dietz 2003, Dietz y Berger, 1983).
Una consecuencia importante de la pérdida inicial de la estabilidad dinámica es el desarrollo de mecanismos de compensación. A un nivel funcional los mecanismos compensatorios pueden realizar la tarea. Si lo hacen, van a reforzar el comportamiento y pueden impedir la adquisición de otros comportamientos. A nivel neuronal, la actividad compensatoria podrá limitar la recuperación de los mecanismos neurales ya ganados. (Michaelsen y Levin 2004, Michaelsen et al 2001, Levin et al 2002, Cirstea y Levin, 2000).
Trastornos secundarios pueden surgir del uso indebido o inadecuado de las estrategias compensatorias. Estas alteraciones se pueden desarrollar dentro del propio sistema nervioso, o en los tejidos diana. Pérdida de condición física (relacionada tanto con la función cardiorrespiratoria y la resistencia muscular) pueden resultar de una combinación de la condición pre-mórbida y la falta de actividad posterior al accidente cerebrovascular (Leroux 2005, Macko et al 2005, MacKay Lyons y Makrides 2002).

#### Recuperación.
Debido a que los diferentes componentes de una sola tarea se procesan en distintas áreas del cerebro, el daño a una sola área no tiene por qué resultar en la pérdida completa de la ejecución de la tarea. Aun cuando el comportamiento inicial desaparece, se puede devolver parcialmente como partes no dañadas del cerebro al reorganizar sus conexiones.
Mecanismos implicados pueden incluir la recuperación de los tejidos de penumbra, la plasticidad neural, la resolución de diasquisis y estrategias de compensación. Se cree que la rehabilitación modula la recuperación mediante la interacción con los procesos subyacentes (Kwakkel et al 2004). El potencial de recuperación en las zonas más afectadas del cuerpo existe (Dancause et al 2005, Liepert et al 2000, Jones y Schallert 1994).
La recuperación no se produce al azar. Está influenciada por muchos factores.
- Cambios en el sistema nervioso central, aun cuando estén lejos de la lesión (en segundos).

- Posicionamiento y manejo por los cuidadores (en unos pocos días).

- La manera en que el individuo intenta moverse (en unos pocos días).

La recuperación funcional es más que la recuperación de impedimentos. El uso de estrategias eficaces de movimiento pueden resultar en mejoras en las habilidades motoras (Kwakkel et al 2004).

##### Plasticidad muscular y neural
La rehabilitación neurológica es la administradora de la recuperación (Gordon 2005) y la plasticidad neural es un elemento clave de la recuperación funcional. La plasticidad neuronal es la capacidad de adaptación del sistema nervioso y su capacidad de modificar su propia organización estructural y funcional (Nudo et al 2001, Bach-y-Rita 2001, Merzenich et al 1983). La adaptación plástica del sistema nervioso y músculo-esquelética se produce en respuesta a un trauma o a cambios internos y externos del ambiente, tal como ocurre después de un traumatismo o como consecuencia del aprendizaje sensorio-motor y la experiencia.
La plasticidad neuronal permite el fortalecimiento de las cadenas sinápticas y altera las conexiones funcionales en respuesta a una entrada específica, así como a la repetición de los patrones de postura y movimiento (Nudo de 2003, Liepert et al 2000, Jones y Schallert 1994). Estos cambios influyen en la reorganización de la corteza (Dancause et al 2005, Nudo de 1999, Nudo y Friel, 1999), en la generación de nuevos brotes de axones y en la recuperación de las sinapsis (Jones et al 1999) y una mejor transmisión sináptica (Jones et al 1999).
La remodelación se produce a nivel molecular y celular. Se dan cambios a corto plazo que implican cambios en la eficiencia presináptica (Leenders y Sheng 2005, Lonart 2002), mientras que a medio plazo los cambios se relacionan con la membrana post-sináptica. Cambios en la expresión genética de la célula evolucionan a largo plazo (Kleim et al 2004).
La interacción entre la forma (la anatomía del sistema neuromuscular) y función (la estrategia de comportamiento utilizada para realizar una tarea) influyen en la remodelación. La plasticidad neural puede provocar un inadecuado comportamiento motor compensatorio, o puede llevar al desarrollo de métodos alternativos para la adquisición de una función más normal (Michaelsen y Levin 2004, Michaelsen et al 2001).
Cambios plásticos en el músculo ocurren rápidamente en respuesta a cambios en la longitud muscular, así como en la forma en que se utiliza el músculo. Estos incluyen la alteración en el número y la longitud del sarcómero, aumento de la formación de los puentes cruzados, cambios en el tipo de fibras musculares y alteraciones en los elementos extra-celulares (Lieber et al 2004, Friden y Lieber 2003, Lieber et al 2002).
El conocimiento de los mecanismos de la plasticidad neuronal permitirán al terapeuta especificar los procesos de recuperación neuronal que traerán consigo las metas de rehabilitación (Gordon 2005).

##### Aprendizaje motor.
El aprendizaje motor se refiere a la adquisición y la modificación del movimiento (Shumway-Cook y Woollocott 2001). La adquisición de habilidades depende del aprendizaje motor. El aprendizaje motor requiere la intención de realizar una tarea, de la práctica y la retroalimentación (Boyd y Winstein 2003). Ciertos tipos de feed-back son más beneficiosos para el aprendizaje motor que otros (Boyd y Winstein 2004). 
El tiempo de aprendizaje de habilidades motoras es una práctica dependiente y se compone de fases específicas relacionadas con la consolidación, la especificidad, la transferencia y la interferencia (Karni y Sagi 1993, Karni y otros, 1998, Korman et al 2003). La comprensión de estos procesos de aprendizaje permite optimizar el contenido de cada sesión de terapia, el número de repeticiones y el intervalo entre las sesiones.
La destreza en la recuperación se caracteriza por:
- Disminución gradual en el control cognitivo.

- Disminución gradual en el control de la percepción y visual.

- Mejora la capacidad de adaptación y flexibilidad (transferencia de tareas)

- Mayor capacidad para hacer frente a la interferencia contextual.

#### Medición de los resultados
La práctica actual es tan buena como los resultados obtenidos. La motivación y las expectativas son factores que también influyen en los resultados, y la capacitación que es importante para el individuo en particular, su familia y cuidadores contribuye de manera significativa a los efectos globales del tratamiento. Existe la necesidad de aportar pruebas que van más allá de la disminución en el deterioro o en la realización de la actividad, e incluye un cambio real, significativo y sostenible en la vida de los individuos y sus familias (Winstein 2005). El objetivo es aprovechar al máximo la adquisición de habilidades, y no solo para lograr la independencia (Gordon 2005).
La intervención debe producir un cambio en los tres niveles - la participación, la actividad y el deterioro. Medir los cambios clínicos requiere de herramientas que son sensibles a los tipos y grados de cambios que son clínicamente importantes (madera Dauphinee 2005, Whyte 2005). La medición del deterioro no solo garantiza un cambio clínicamente significativo. Finch et al (2002) dan orientaciones sobre la selección y el uso de medidas que dan resultado en la rehabilitación. 
Las herramientas están disponibles para la medición en los tres niveles de funcionamiento, participación de la actividad y el deterioro.

### Los aspectos claves de la práctica clínica
El concepto Bobath ya se ha definido como un enfoque de solución de problemas para la evaluación y tratamiento de las personas con trastornos de la función, el movimiento y el control postural, debido a una lesión del sistema nervioso central (IBITA 1996). Mayston (2000) señala que el concepto es ante todo una forma de observar, analizar e interpretar el desempeño de tareas. Estas definiciones se centran en el concepto Bobath como un proceso de razonamiento clínico, en lugar de una serie de tratamientos o técnicas.

#### Razonamiento clínico y análisis del movimiento.
El proceso de evaluación, el establecimiento de objetivos y la intervención requieren que el terapeuta explote tanto sus supuestos teóricos subyacentes como de su conocimiento basado en la evidencia. Este proceso es interactivo, con la continua revaluación, la revisión de los objetivos de la intervención y el cambio de acuerdo con las necesidades y el progreso de la persona.
La CIF proporciona el marco para la descripción de los problemas del funcionamiento, la discapacidad y la salud. La identificación de restricciones en la participación requiere una comunicación efectiva con el individuo, su familia y con sus cuidadores.
El análisis del movimiento y la ejecución de tareas permiten al terapeuta identificar las limitaciones de la actividad, así como los problemas subyacentes de la disfunción del movimiento (Bernhardt et al 2002, Lázaro et al 2001). Este análisis conduce a la formación de hipótesis en relación con deficiencias subyacentes que necesitan una evaluación adicional. Estas alteraciones pueden ser primarias o secundarias.
Objetivos adecuados, pertinentes y centrados en el paciente, que se pueden establecer sobre la base de la evaluación.
La intervención inicial puede hacerse en el nivel de participación, en asientos adaptados o ajustando el ambiente del paciente.

#### Integración del control postural y la tarea de movimiento dirigido (Movimiento selectivo).
El control postural proporciona la base para los patrones de movimiento selectivo, que se combinan con muchos y variados patrones que proporcionan una actividad con un fin específico y permite su participación en situaciones de la vida cotidiana. El uso de movimientos con un fin específico o selectivo durante el tratamiento no presupone el control postural independiente; al cambiar el ambiente y ofrecer apoyo externo, el individuo puede mantener la posición vertical que es uno de los principios. Esto permite trabajar sobre patrones selectivos en las extremidades con el fin de mejorar el control postural. Por otra parte, la activación de los estabilizadores del tronco se puede utilizar para apoyar el uso de las extremidades.
El tratamiento utiliza tanto los patrones simétricos como asimétricos de movimiento, como se refleja en el uso de las extremidades superiores, así como para caminar. Alternando la simetría implica el uso de todo el cuerpo, y esto es parte integrante del concepto Bobath. El uso de las partes del cuerpo afectadas se siente alentado por la utilización de estrategias durante las cuales el individuo tiene que utilizar sus miembros más afectados, en lugar de utilizar con restricciones los miembros menos afectados. Este principio de uso obligatorio se aplica a todo el cuerpo.

#### El uso de la información sensorial y propioceptiva.
El papel del sistema nervioso en dar la atención selectiva a los inputs sensoriales y propioceptivos es fundamental para los outputs motores apropiados. La información aferente es importante en la iniciación y modificación de movimiento, y en la formación de representaciones internas de la postura y el movimiento. En disfunción del movimiento, la escasez de movimiento y el uso de estrategias compensatorias restringen severamente la experiencia del individuo de movimiento.
La información sensorial proporcionada por el terapeuta debe ser pertinente y apropiada, y el momento de dar y quitar la información sensorial es crucial. La entrada sensorial no deberá ser contradictoria. El objetivo es proporcionar una información aferente aproximada que por lo general se experimentó durante el movimiento o la ejecución de tareas.

##### El papel de la facilitación.
La facilitación es una forma de usar los controles sensoriales y propioceptivos para facilitar el movimiento. La facilitación es parte de un proceso de aprendizaje activo (IBITA 1997) en el que se habilita a la persona a superar la inercia, iniciar, continuar o completar una tarea funcional. Facilitación se utiliza para ayudar a la persona en la resolución de problemas, lo que le permite experimentar los patrones de movimiento necesarios, así como el éxito en el logro de la tarea. Facilitar la tarea de rendimiento permite la repetición cada vez mayor de la tarea.
La facilitación a menudo requiere del contacto manual para activar las fibras aferentes sensoriales y propioceptivas, activar los músculos o guiar el movimiento, pero nunca es pasiva. Está diseñado para:
- Hacer que la actividad sea posible.

- En respuesta a la demanda.

- Permitir que se genere una respuesta.

Una facilitación con éxito requiere que el terapeuta haya explorado previamente y brinde los mejores medios para facilitar un comportamiento específico. El uso de la facilitación como una parte integral del concepto Bobath se apoya en la obra de Hesse et al (1998) y Miyai et al (2002). Mientras que el primero demostró que ciertos parámetros para caminar mejor con la facilitación, el último demostró que la mejoría en algunos casos fue acompañado por cambios en la actividad cortical.
La facilitación para que tenga éxito, debe llevar a un cambio en el comportamiento motor. Con el fin de asegurar que esto ocurra, el grado de facilitación se reduce, dentro de una sesión de tratamiento y se retira durante un período de tratamiento, hasta que la persona puede iniciar y completar la tarea de forma independiente. Durante el período en que la facilitación se sigue utilizando como parte del proceso de intervención, la repetición y la variabilidad de los patrones de movimiento y las estrategias de comportamiento se han incorporado.

#### Temas de tono activo.
Los problemas de tono son evaluados tanto en condiciones pasivas como activas. Los cambios que interfieren con el movimiento pueden ser debido a elementos neurales o no neurales. El tratamiento se dirige a las causas subyacentes específicas. Estos pueden incluir un control postural inadecuado, hipersensibilidad cutánea, alteración en los patrones de activación muscular o la imposibilidad de cesar la actividad en el músculo.
Los músculos que se han mantenido en una longitud específica en un período de tiempo prolongado van a sufrir cambios en la longitud de reposo y la consiguiente alteración de elementos no neuronales. La alineación de los músculos, la longitud y la elasticidad se debe mantener o recuperar para la prevención de trastornos secundarios. El objetivo es lograr patrones funcionales activos de movimiento a través del rango normal. Si esto no es posible, se le enseña a la persona estrategias alternativas para la prevención de trastornos secundarios.

#### Estrategias generales de manejo.
Una lesión del SNC siempre conduce a estrategias compensatorias. Algunas de estas estrategias limitan el potencial subyacente. Dentro del concepto Bobath, el objetivo es identificar las estrategias potencialmente limitadas y modificar el desempeño de tareas de estructuración de su medio, proporcionando las señales sensoriales y propioceptiva adecuadas y dar formas alternativas más efectivas de llevar a cabo la tarea.

#### Medición de resultados.
IBITA reafirma la necesidad de medir los resultados en los tres niveles de funcionamiento a fin de establecer los beneficios del tratamiento. Más de una forma de medición de los resultados puede ser necesaria para garantizar que ese cambio ha tenido lugar. En adición a las medidas de resultado ya hemos comentado, que los estudios de casos y notas descriptivas proporcionan información valiosa sobre el proceso y resultados del tratamiento.

## Evidencias científicas
- Balance and gait improved in patients with MS after physiotherapy based on the Bobath concept.[2]

Estudio con una muestra de 2 pacientes.
- The effect of Bobath approach on the excitability of the spinal alpha motor neurones in stroke patients with muscle spasticity.[3]

Estudio con una muestra de 10 pacientes.
- Outcome in very severe stroke[4]

Estudio en 100 pacientes (73 pacientes con infarto isquémico y 27 pacientes con infarto hemorrágico). El tratamiento de rehabilitación se realizó a través del Concepto Bobath. Los pacientes con infarto hemorrágico obtuvieron mejores resultados que el otro grupo de pacientes. Las mediciones se realizaron en función del Índice Barthel.